# 陶国清
陶国清（1911年—1992年8月19日），安徽省金寨县人。中国人民解放军将领、中国人民解放军开国少将。
1929年参加中国工农红军。历任金寨县乡游击队中队长、大队长、红四方面军总医院第三分院政治部组织科科长、红4军12师连长、红4军10师28团连长。抗战时期历任八路军第129师385旅769团营长。1939年6月，陶国清任769团副团长、385旅13团（原独立1团）副团长。1941年秋升任团长。后任太行军区2团团长、第17军分区司令员。1945年8月20日，任太行军区第6军分区司令员、豫北指挥部司令员（政委甘渭汉）、太行五分区司令员、漳卫军分区司令员、1948年9月任太行军区副司令员兼漳卫军分区司令员。
1949年2、3月份，根据中央部署，华北局从太行、太岳两区各级党委抽调了4000多名干部，组建了一个区级（即省军级）架子的南下党政军干部团。1949年3月22日在河北省武安县会合整编、学习、培训。对外番号为“中国人民解放军长江支队”。设区党委、行署、军区机关，下辖6个地委（及配套的专署、军分区、群团)，每个地委辖5个县的领导班子，每个县辖5至9个区的干部120人左右。共计30个县和199个县辖区的党政军群干部组织建制。太行太岳南下临时区党委书记冷楚、区行署主任刘裕民、军区司令员陶国清。1949年4月下旬长江支队调归华东局准备随军接管苏南，5月底在苏州继续南下随三野十兵团接管福建。
1949年后任聊城军分区司令员、邯郸军分区司令员。1955年，以正师级授予中国人民解放军少将。1955年10月至1959年4月任山西省军区副司令员。